# Rugby en los Juegos del Pacífico Sur 1991
El Rugby en los Juegos del Pacífico Sur 1991 se disputaron en Port Moresby, Papúa Nueva Guinea, participaron 5 selecciones de Oceania.

## Participantes
- Islas Salomón
- Papúa Nueva Guinea
- Samoa
- Samoa Americana
- Tahití

## Fase final

### Semifinal
| 1991 | Samoa | Ganó Samoa | Islas Salomón |  |  |

### Final
| 1991 | Samoa | 34 - 7 | Samoa Americana |  |  |

## Medallero
| Pos | Equipo          |
| --- | --------------- |
|     | Samoa           |
|     | Samoa Americana |
|     | Islas Salomón   |